# Unique Development Studios
Unique Development Studios (UDS) was een Zweedse ontwikkelaar van computerspellen. Het werd in 1993 opgericht door Michael Brunnström en Peter Zetterberg en bestond tot medio 2004.

## Geschiedenis
In november 1992 begonnen Brunnström en Zetterberg aan een variant op het spel Snake voor de Atari STE, genaamd Megaline. Ze waren daarnaast ook op zoek naar mensen die hun daarbij konden meehelpen, omdat er rond die tijd geen bedrijven waren in Zweden die spellen ontwikkelden voor Atari-spelcomputers.
Ondertussen maakte een andere Zweedse ontwikkelaar een serie flipperkastspellen voor de Amiga. Aangezien deze niet uitkwamen voor Atari-spelcomputers begonnen ze zelf met het ontwikkelen van een flipperkastspel, genaamd Obsession. In mei 1994 werd de naam Unique Development Sweden HB geregistreerd, het team van ontwikkelaars bestond nu uit zeven man. Er werd begonnen aan de first-person shooter Substation, wat in mei 1995 zal worden uitgegeven. In december 1994 werd daarnaast ook begonnen aan het vervolg op Obsession, het spel Absolute Pinball voor de personal computer.

### Oprichting en uitbreiding
In juni 1997 werd Unique Development Studios AB opgericht, nadat de naam al in mei 1994 werd geregistreerd. Door behulp van de investeerder Slottsbacken Venture Capital werd een kantoor gekocht, waar plaats was voor 15 werknemers. In 1999 werd een kantoor in Göteborg geopend, waar onder andere de online divisie GlobalFun was gevestigd.
Later, in september 2000, nam het bedrijf de Britse ontwikkelaar King Of The Jungle over, om zo Britse ontwikkelaars aan te trekken. Het bedrijf had rond die tijd ongeveer 32 werknemers in dienst. In 2004 werd het bedrijf opgeheven.

## Lijst van computerspellen
| Jaar | Naam van spel                            | Genre                | Platform(s)                                         |
| ---- | ---------------------------------------- | -------------------- | --------------------------------------------------- |
| 1994 | Obsession                                | Simulatie            | Amiga, Atari STE                                    |
| 1995 | Substation                               | First-person shooter | Atari ST                                            |
| 1996 | Absolute Pinball                         | Simulatie            | DOS                                                 |
| 1997 | Ignition                                 | Racen                | DOS, Windows                                        |
| 1999 | No Fear Downhill Mountain Bike Racing    | Racen                | Windows                                             |
| 1999 | Mall Maniacs                             | Simulatie            | Windows                                             |
| 2000 | Bygg flygplan med Mulle Meck             | Educatie             | Windows                                             |
| 2000 | Airfix: Dogfighter                       | Actie                | Windows                                             |
| 2000 | Hot Wheels: Micro Racers                 | Racen                | Windows                                             |
| 2000 | Sno-Cross Championship Racing            | Sport                | Dreamcast, PlayStation, PlayStation 3, PSP, Windows |
| 2001 | Asterix Mega Madness                     | Actie                | PlayStation, Windows                                |
| 2001 | World's Scariest Police Chases           | Actie, racen         | PlayStation                                         |
| 2002 | Pickup Express                           | Racen                | Windows                                             |
| 2002 | Monster Jam: Maximum Destruction         | Racen                | Game Boy Advance                                    |
| 2002 | eJay ClubWorld                           | Educatie             | PlayStation 2                                       |
| 2002 | WRC: FIA World Rally Championship Arcade | Racen                | PlayStation                                         |
| 2003 | Futurama                                 | Actie                | PlayStation 2, Xbox                                 |